# Badia d'Algoa

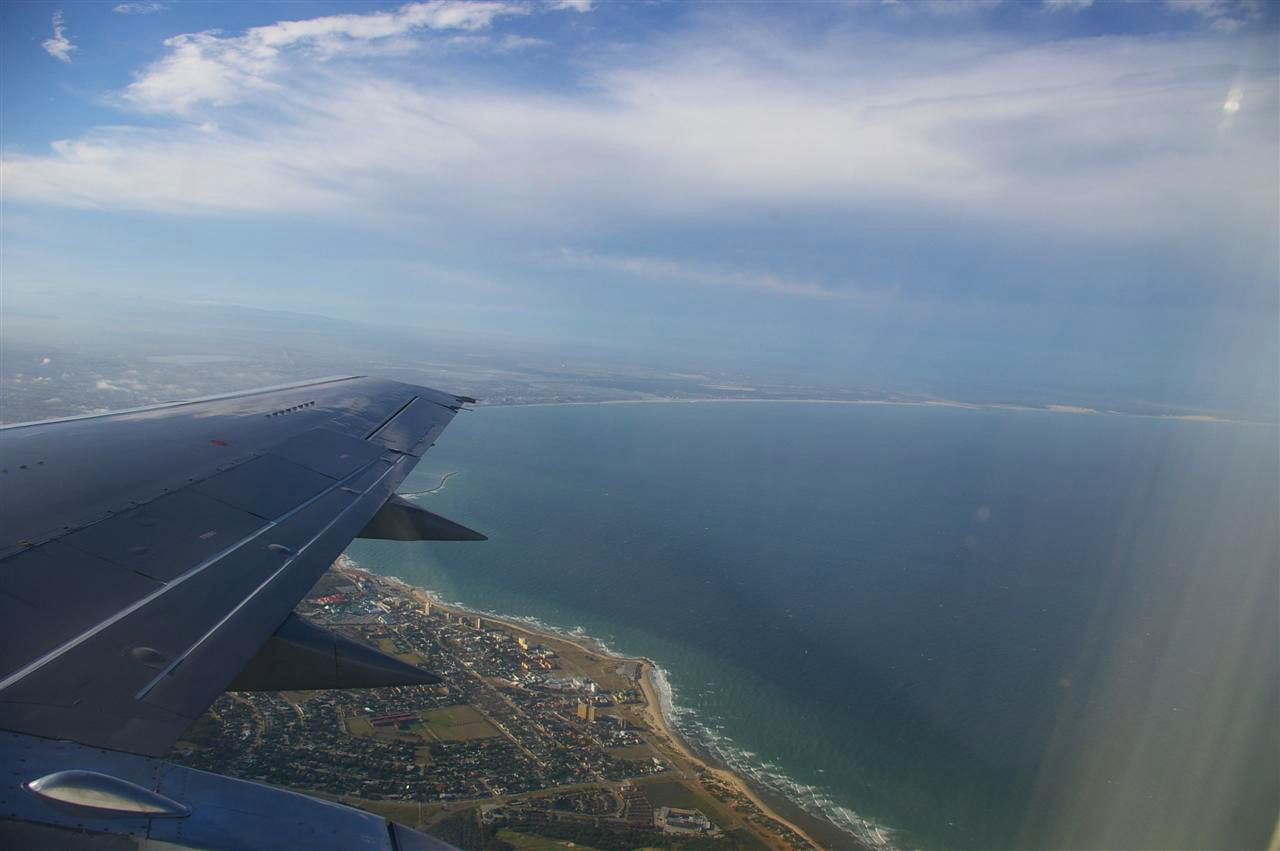
Badia de Algoa amb Port Elizabeth en primer pla.

La badia d'Algoa és una àmplia badia en la costa de l'oceà Índic, la mateixa es troba en el sector sud de la costa de la República de Sud-àfrica, a uns 683 km del cap de Bona Esperança. La badia es troba limitada per l'oest pel Cap Recife i per l'est pel Cap Padrone. Posseeix una profunditat màxima de 436 m. Adjacent a la badia, a l'oest, està situada la localitat de Port Elizabeth, que és un dels més importants ports de Sud-àfrica. No s'ha de confondre amb la Badia Delagoa a Moçambic.

## Història
La badia va ser visitada per primera vegada pels europeus al començament del segle xvi, quan en la seva ruta cap a Goa, en l'Índia les tripulacions de vaixells portuguesos van desembarcar-hi. Els portuguesos la van batejar badia de la Roca, ràpidament canviat a Portugal per Badia da Lagoa, deformat a Badia d'Algoa. Cap a 1820, en aquesta badia van desembarcar els primers colons provinents d'Anglaterra que emigraven per assentar-se en el sud d'Àfrica.